# Djisr-broen
Djisr-broen er en dansk kortfilm fra 2001, der er skrevet og instrueret af Katrine Dirckinck-Holmfeld.

## Handling
I et øde og ubrugt sceneri af utopiarkitektur tegnet af den brasilianske arkitekt Oscar Niemeyer i Libanon, udspiller en duel sig med en ung mand, der vender tilbage for at udfordre familiens overhoved.